# Afik
Afik (hebr.: אפיק) – kibuc położony w samorządzie regionu Golan, w Dystrykcie Północnym, w Izraelu.
Leży w południowym krańcu Wzgórz Golan.
Członek Ruchu Kibuców (Ha-Tenu’a ha-Kibbucit).

## Historia
Kibuc został założony w 1972 na miejscu syryjskiej wioski Fiq.

## Gospodarka
Gospodarka kibucu opiera się na intensywnym rolnictwie. Dodatkowo w kibucu znajduje się zakład produkujący sprzęt medyczny Mego Afek.